# Kawęczyn (Basses-Carpates)
Pour les articles homonymes, voir Kawęczyn.
Kawęczyn est une localité polonaise de la gmina de Wadowice Górne, située dans le powiat de Mielec en voïvodie des Basses-Carpates.